# Francisco Parajón Montealegre
Juan Francisco Parajón Montealegre fue un militar y político nicaragüense de ideología liberal que se levantó en armas durante la Guerra Constitucionalista (1926-1927) actuando como organizador y general en jefe del llamado Ejército Liberal Constitucionalista de Occidente cuya área geográfica de operaciones abarcó los departamentos de León y Chinandega.

## Reseña biográfica
Sus padres fueron Juan Francisco Parajón y Rafaela Montealegre Romero.
Realizó estudios militares y se graduó de la Academia Politécnica Militar de Nicaragua fundada durante el gobierno de José Santos Zelaya.
Durante un tiempo perteneció al Partido Nacional de los Trabajadores (PTN) de Nicaragua.

## Participación en la guerra constitucionalista
Cuando el 17 de enero de 1926 se da el golpe de Estado de Chamorro contra el gobierno del presidente Carlos Solórzano conocido como "El Lomazo", trabajaba tranquilamente en su finca cerca de Posoltega.
Reuniendo seis hombres armados de machetes y revolveres decidió iniciar por su cuenta una guerra de guerrillas en el occidente del país.

### Antecedentes
En el mes de agosto de 1926 se esperaba el desembarque de armas provenientes de México en "El Tamarindo" en las costas del departamento de León, como parte de la estrategia liberal constitucionalista de abrir dos frentes de guerra; uno en la entonces llamada Costa Atlántica (ahora Costa Caribe para marchar desde Puerto Cabezas, que recién estaba en proceso; y el otro en la región del Pacífico, más específicamente en el occidente.
Informado y alertado con anticipación el gobierno conservador de Díaz del programado desembarque en "El Tamarindo", el 19 de agosto de 1926 las fuerzas conservadoras al mando del general Marcos A. Benavente derrotan a las fuerzas liberales que al mando del General Montoya, junto con el General Augusto Caldera y del Coronel Santiago Callejas, y otra columna de 150 hombres al mando del General Figueroa iban a servir de apoyo terrestre. 
En este combate murieron Renato Montealegre y el General Montoya. Cayeron prisioneros el General José María Zelaya y el Coronel Andrés Largaespada. Y salió herido en la cara el General Francisco Parajón, refugiándose en "El Malpaís" en el municipio de Telica. 
Al haberse retrasado el barco "Tropical", este tuvo que enrumbarse primero a puerto Corinto donde no pudo atracar, obligándose a enrumbar hacia Cosigüina y desembarcar en puerto Potosí (municipio de El Viejo), lugar donde después de una lucha intensa y valiente el contingente liberal invasor muy inferior numéricamente (120 hombres) al mando del General Samuel Sediles, Julián Vanegas, Roberto Bone y Rubén Narváez García fueron completamente derrotados por las fuerzas del gobierno conservador (3.500 hombres bien equipados), al mando del General Roberto Hurtado asistido por los generales Carlos Rivers Delgadillo, coroneles Benjamín Vidaurre y Marcos Potosme Macanches.

### Combate en Las Grietas
Mientras tanto en León, el General Francisco Parajón con un pequeño ejército era perseguido tenazmente por el General Alfredo Noguera Gómez al mando de una fuerza de 800 hombres bien equipados. La estrategia del General Parajón era ser perseguido para emboscarlo en lugar previamente asegurado. 
El 2 de noviembre, el General Parajón junto con el hondureño General Felipe T. Flores como segundo al mando, logra emboscar en la hacienda "Las Grietas" (comarca de Olomega) a las fuerzas del General Noguera Gómez provocándole una derrota muy significativa, por la gran cantidad de muertos y heridos ocasionados, pero principalmente por el botín de guerra (tres ametralladoras, 300 rifles, 60.000 cartuchos, mas comestibles, harina, calzado y dinero) que paso a manos de las fuerzas liberales del General Parajón, quien lamentó mucho la muerte del Coronel Lagos.  
No obstante, este éxito inicial, cometió un error táctico al dejar libre al general Noguera Gómez de sufrir otra derrota aún más desastrosa; mientras que, los hombres bajo su mando se hubiesen dotado de otras 36 ametralladoras y 40 carretadas de provisiones y municiones. 
El entusiasmo de los "Coroneles de El Viejo", por este triunfo y de otros combates menores, fue de tal naturaleza, que poniendo a un lado el "Plan Pilón" del General Parajón, consistente de volver a emboscar en ese lugar o en "El Socorro", para acabar a las fuerzas del General Noguera Gómez, quien lo venía siguiendo después de haberse reabastecido y formar una fuerza de 2.000 hombres bien armados. 

### Toma de Chinandega
Parajón, envalentonado, después de llegar el 4 de febrero a San Juan de las Pencas, optó por marchar a todo trance sobre la ciudad de Chinandega para tomarla (el propósito era estratégicamente correcto, pero el momento no lo era).
El plan del asalto sorpresa fracaso cuando un telegrafista que fue apresado días antes huyó y aviso al general Bartolomé Viquez, comandante conservador en la ciudad, quien realizó las acciones necesarias para resistir el asedio atrincherándose en las iglesias de El Calvario y Santa Ana, no si antes haber establecido un perímetro de varias cuadras alrededor de ambos templos.
A pesar de todo, Parajón recibe entusiasta la incorporación del mayor Francisco Sequeira Moreno (el famoso "Chico Cabuya") quien, después de derrotar al Coronel conservador Félix Astacio, se une al ejército liberal constitucionalista al mando de 100 hombres armados con rifles Concón de las que habían desembarcados del vapor "Tropical" en Cosigüina provenientes de México. 
Definido el plan de ataque, con una fuerza de 500 hombres, se determinó atacar las dos fortalezas principales, las iglesias El Calvario y Santa Ana, donde se habían establecidos las tropas conservadoras para defender la plaza, al mando del General Bartolomé Víquez ("La Julumga"). 
El Calvario era defendido, bajo el mando del Coronel Arturo Lejarza y los Mayores Julio y Miguel Cuadra Sotomayor, con una fuerza de 250 hombres. El ataque a este fuerte, lo hizo la columna al mando del Coronel Felipe T. Flores junto con el Mayor Paulino Norori, y los Capitanes Guillermo Esquivel, Gregorio Moreno, y José Ángel Carias Requeno. Con apoyo de los tenientes Guillermo Esquivel, Gonzalo Evertz, Pablo Lara y el Mayor Francisco Sequeira Moreno. 
Santa Ana era defendida al mando del General Víquez con una fuerza de 400 hombres. El ataque a este fuerte, fue dirigido por el General Parajón, acompañado de los coroneles José María Ulloa (Pelele), Antonio Arvizu, Juan de Dios Altamirano, Mariano González y el Capitán José Hernández; así como el Doctor Venancio Berrios que era auditor de guerra y el jefe de artillería era el Coronel Manuel Medina. 
Los Mayores Ciriaco Aguilera y Carlos Salgado apostados a la entrada de Chinandega vía hacia León, serían encargados de cortar las comunicaciones con Managua. 
El Capitán José Félix Baltodano, apostado para defender la entrada del lado hacia puerto Corinto.

## Vida política
Las ruinas de León Viejo fueron descubiertas en abril de 1931 por don Luis Cuadra Cea, en mayo de ese mismo año, el descubridor preparó una segunda expedición a las ruinas de León Viejo, siendo Parajón alcalde de la ciudad de León, dictó para el efecto, un acuerdo especial que oficializó el auspicio de la municipalidad.
Para 1946 ostentaba el grado de General de Brigada G.N. y actuaba como Ministro de la Guerra, Marina y Aviación por la Ley.
Siendo miembro del P.L.N. fue convencional y diputado electo por Occidente al Congreso Nacional de Nicaragua durante varios periodos legislativos.